# 尚匯

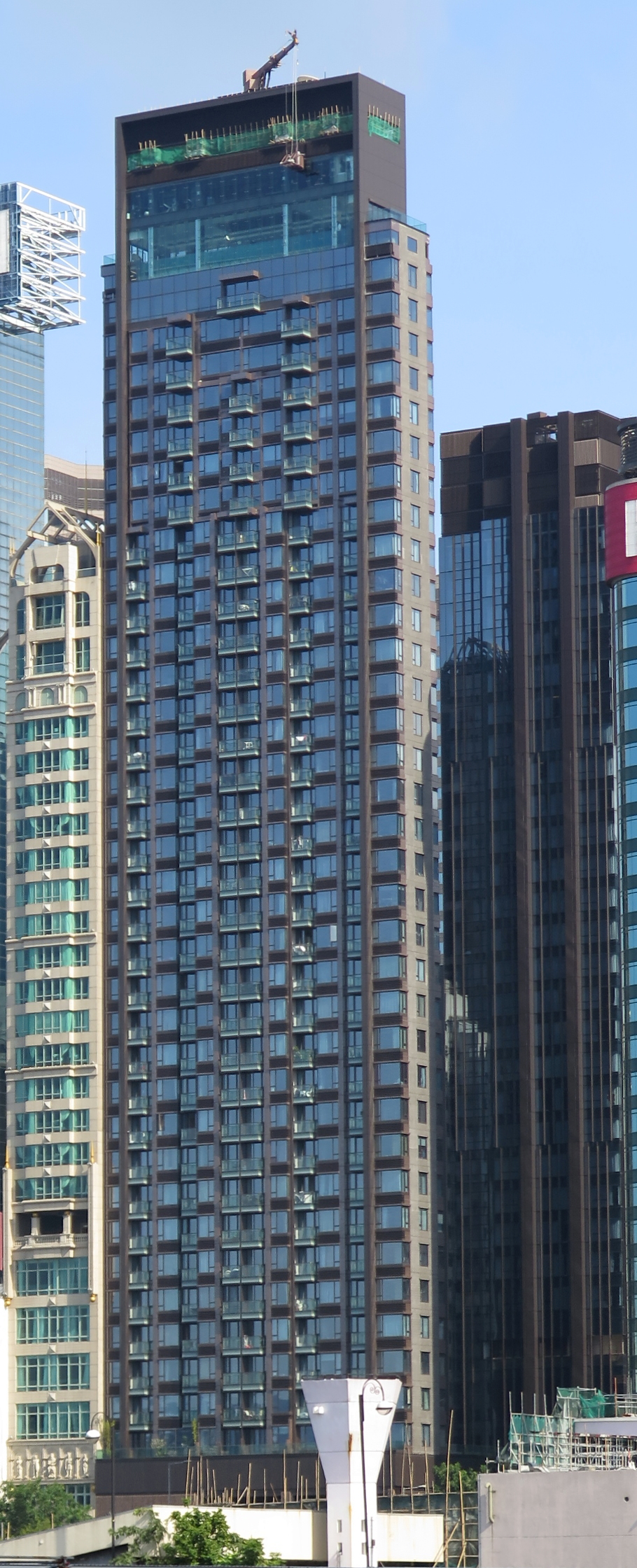
尚匯

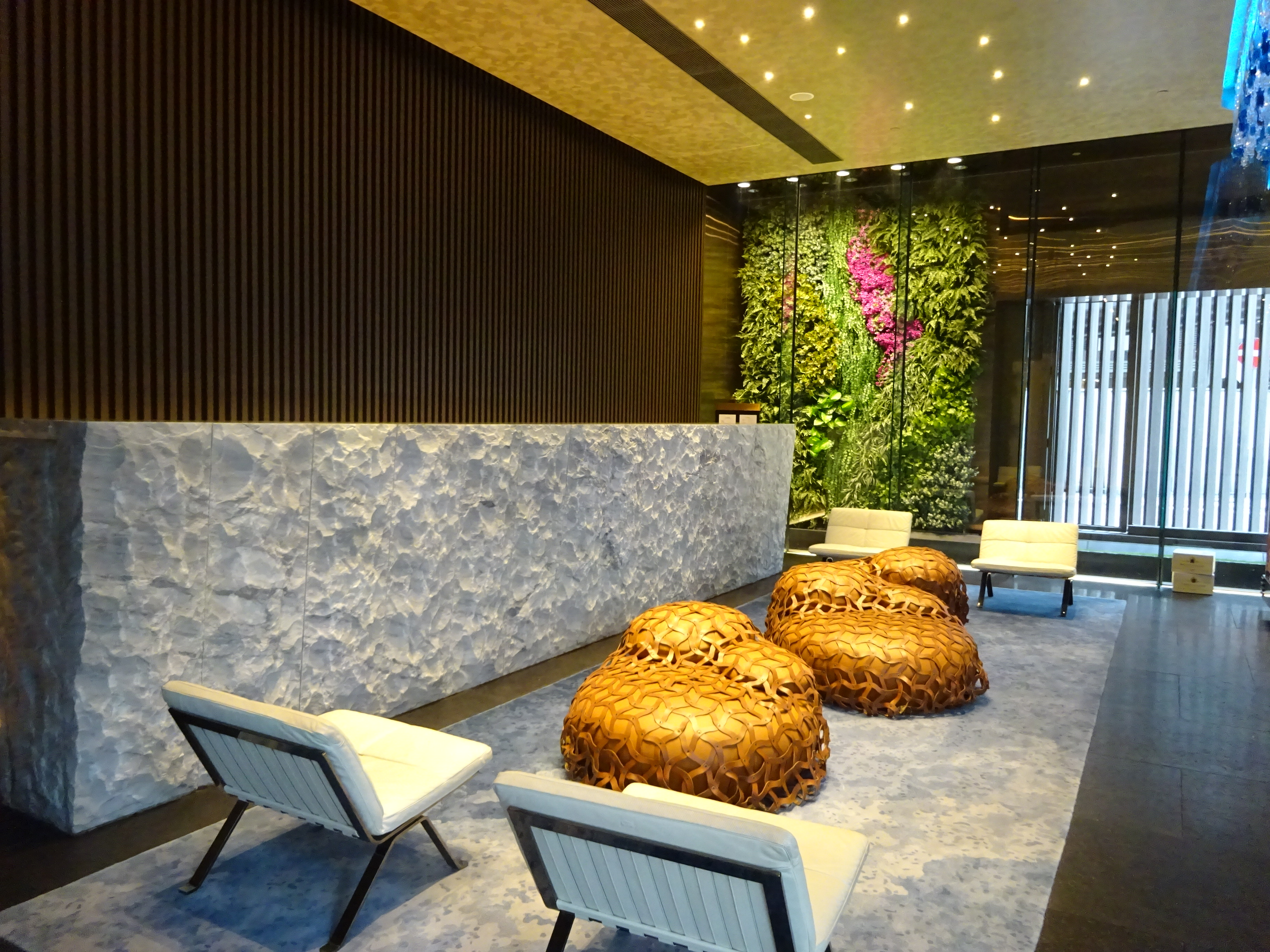
尚匯住宅大堂

尚匯（英文：The Gloucester）位於香港島灣仔告士打道211至216號，由恒基兆業地產、美麗華集團合作發展的單幢住宅項目，前身是1961年落成的金國大廈。2009年，恒基兆業地產成功統一全幢大廈之業權，並收購對面謝斐道388號，同於1961年落成的國民大廈。住宅於2013年7月31日落成，鄰近灣景中心大廈和銅鑼灣商業區。物業管理為美麗華集團負責，管理費為$4.82。示範單位位於九龍尖沙咀美麗華商場5樓。

## 住宅
住宅樓高39層，設177伙單位。屋苑項目以1房供應最多，共有120伙，佔項目總數67.8%，單位面積約由480至近4,200呎不等，間隔由1房至6房俱備。其餘17伙為特色戶。位於告士打道近馬師道新巴站，亦重新命名為「尚匯，告士打道（The Gloucester, Gloucester Road）」。

## 住客會所
住客會所位於43及45樓，設施包括宴會廳、健身室、水族式摩天室內恒溫泳池及多用途房等。發展商更與酒店及物業管理公司合作，提供同區罕有的五星級酒店管理服務，為住戶安排「尊尚禮賓服務」，包括宴會籌備、私人飛機或遊艇租賃等。

## 交通
| 交通路線列表                                                          |
| --------------------------------------------------------------------- |
| 港鐵 - █ 港島綫：銅鑼灣站或灣仔站（9－15分鐘步行） - █ 東鐵綫：會展站 |

主要交通網絡
- 香港仔隧道
- 香港海底隧道
- 告士打道

## 外部連結
- 尚匯網上樓書 （页面存档备份，存于）